# Ашрам Шри Ауробиндо
Ашрамът Шри Ауробиндо е основан от Шри Ауробиндо на 24 ноември 1926 г. По това време в него има не повече от 24 ученици (духовни аспиранти). Същата година, през декември, Шри Ауробиндо решава да се оттегли от публичното поле, и поставя задачата за ръководство на ашрама на своята сътрудничка Мира Алфаса, оттогава насам позната като Майката.

## История на ашрама
В ранните години на ашрама, се практикува ежедневен установен ред. Сутрин в 6:15ч, Майката, излиза на балкона на ашрама и открива деня с благословия. Садхаците (духовните аспиранти), които стават в 3:00ч. сутринта, медитират и работят върху това, което трябва да бъде свършено за деня, след което, събрани под терасата на ашрама, получават благословията.
С разрастването на ашрама се създават различни департаменти:
Офис, библиотека, столова, печатница, работилници, игрище и спортна площадка, галерия за изкуства, амбулатория, ферми, мандри, цветни градини, гостоприемници, юридически департамент, счетоводен департамент и мн.др. Отговорниците на департаментите се събират сутрин, за да се срещнат с Майката и да получат поръчения и благословия. Отново в 10 часа сутринта, тя се среща с всеки аспирант индивидуално. И още веднъж в 5:30ч. след обяд, ръководи медитация и се среща с всеки аспирант по още веднъж.
В допълнение, четири пъти в годината, тя прави общодостъпен Даршан (духовно събиране, на което гуруто отдава благословии) на които няколко хиляди събрани последователи получават нейното Милосърдие.

## В наши дни
Днес, ашрама е една много голяма институция, локализирана в градове по целия свят и главен филиал в Пондичери. Осигурява много благотворителни помощи за района, които включват както безплатна медицинска помощ, така и услугите на издателска къща. Също така, училище за подобряване на зрението и други проблеми свързани с очите и зрението.
Присъствието на ашрама, одухотворява цялата област. В града могат да се видят табели с надписи „Шри Ауробиндо авто-сервиз“, „Ауро-салон за облекла“, „Ауро-Ксерокс“, но най-известна е алтернативната общност Ауровил (с 3000 души население), намираща се на няколко километра извън града.

## Цели и идеи
Завършен и пълноценен метод на Йога, който да трансформира човешката природа в божествен живот. В системата на Шри Ауробиндо, най-високата цел е съществуването на човека, без да отрича живота и без себеотрицание. Такъв вид осъществяване на съзнанието, с копнеж към съвършенство, без да е ограничено в някаква общност, а да се разпространява сред масите хора, и да доведе до нов тип съществуване, което да е „безкрайно, независимо и неотчуждено“.
Основа на изследването на Шри Ауробиндо, е фокусът върху противоречието между земното (светското) човешко съществуване и човешкото желание за постигане на божествено съвършенство в живота. Въвеждайки темата за еволюцията, той иска да разреши парадокса с, определеното в дадени граници, съзнание на човешките същества, и желанието им за идентичност с божествен вид.
Освен изучаването на книгите на Шри Ауробиндо и Майката, не се препоръчват някакви специфични дисциплини, по-скоро практиката на Интегралната йога е способ чрез който всеки духовен аспирант (или духовно стремящ се), намира своите духовни техники.
Всеки може да се присъедини, по всяко време. Няма метод или период на обучение. Единствено себе-познанието като практика, за достигане на по-висш разум, ниво на което, имате постоянна помощ извираща само и единствено от Божественото, от никой друг.

## Някои публикации
Следва непълен списък на списанията, публикувани от Ашрама на Шри Ауробиндо, или групи свързани с него. Много от непубликуваните писма, поеми, статии и др., първо се появяват в тях.
- Шри Ауробиндо Мандир (излиза един път годишно), от 1942 г., Калкута
- Бартика (на бенгалски език), тримесечник, от 1942 г., Калкута
- Появяването, тримесечник, от 1944 г., Пондичери (първоначално в Мадрас)
- Цикълът на Шри Ауробиндо, (излиза един път годишно), от 1945 г., Пондичери (първоначално в Бомбай)
- Бюлетин за Физическо Обучение (понастоящем под името Бюлетин на Межународен Център за Образование Шри Ауробиндо), тримесечник, от 1949 г., Пондичери, алглийско-френски
- Майка Индия, месечник, от 1949 г., Пондичери (първоначално двуседмичник в Бомбай),
- Шриванту, тримесечник, от 1956 г., Калкута